# Kaspars Ozers
Kaspars Ozers (Tukums, 15 settembre 1968) è un ex ciclista su strada lettone.
Nel 1993 concluse al secondo posto dietro il tedesco Jan Ullrich i campionati del mondo in linea dilettanti. Fu poi professionista dal 1994 al 1997.

## Palmares
- 1990 (Dilettanti, una vittoria)

5ª tappa Cinturón Ciclista Internacional a Mallorca
- 1993 (Dilettanti, una vittoria)

3ª tappa Grand Prix Faber (Vianden > Vianden)
- 1994 (Motorola, quattro vittorie)

Prologo, parte c, Tour de Pologne (Cracovia > Cracovia)
Prologo Regio-Tour
7ª tappa Rheinland-Pfalz-Rundfahrt
2ª tappa Circuit Franco-Belge (Pecq > Lannoy)

### Altri successi
- 1994 (Motorola)

Classifica a punti Tour de Pologne

## Piazzamenti

### Grandi Giri
- Tour de France

1995: fuori tempo massimo (alla 3ª tappa)
1996: ritirato (alla 6ª tappa)
- Vuelta a España

1995: 101º

### Classiche monumento
- Parigi-Roubaix

1996: 27º

### Competizioni mondiali
- Campionati del mondo su strada

Oslo 1993 - In linea Dilettanti: 2º
- Giochi olimpici

Atlanta 1996 - In linea: 22º